# Adam Pearson
Adam Pearson (nacido el 6 de enero de 1985) es un actor británico conocido por su papel en la película de 2013 Under the Skin. Sufre de neurofibromatosis y ha participado en programas de divulgación para prevenir el acoso escolar asociado con deformidades.

## Primeros años

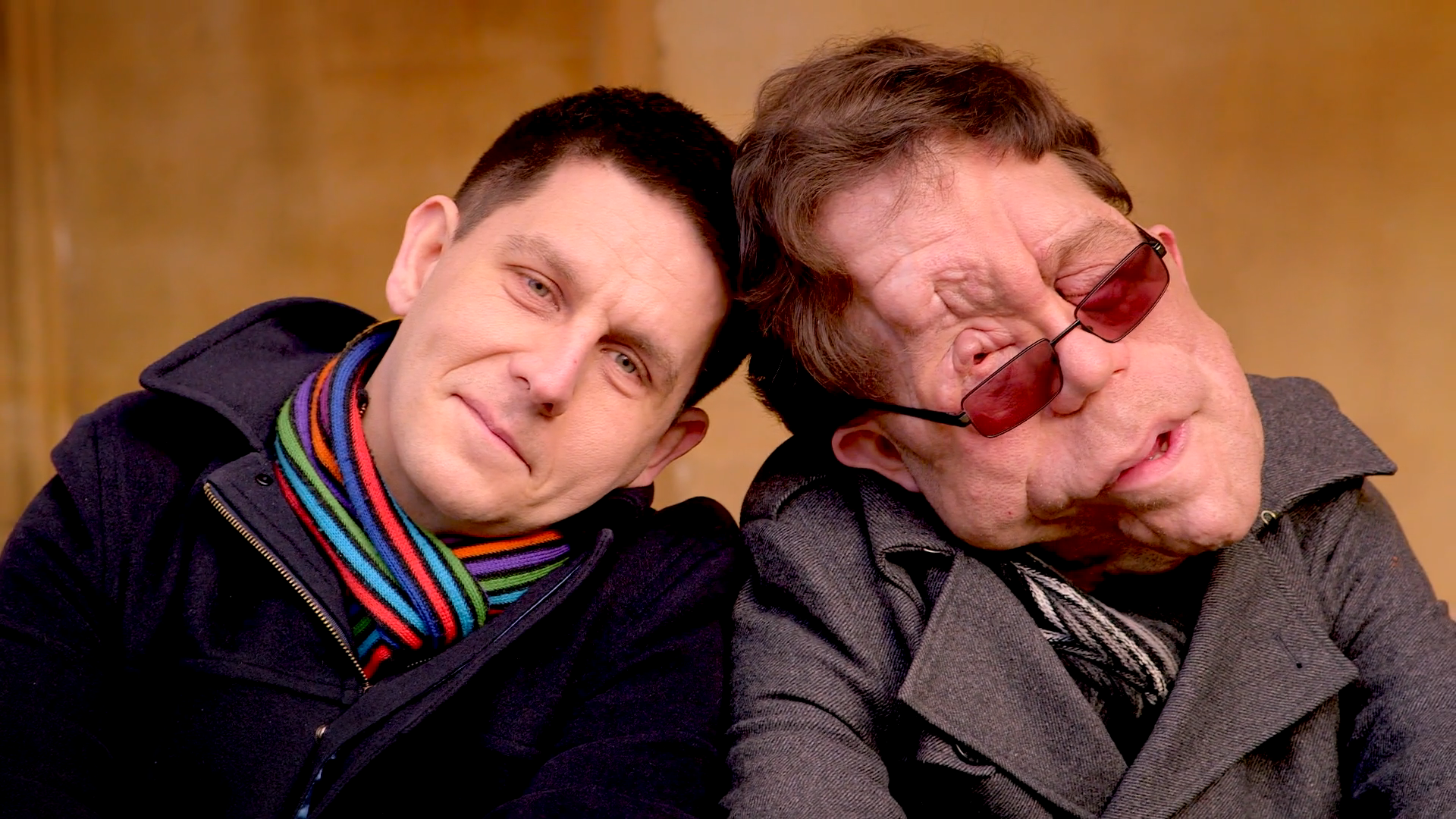
Adam Pearson (derecha) y su hermano Neil (izquierda) en el episodio My Amazing Twin de la serie Horizon.

Pearson nació en 1985. Después de una caída a la edad de cinco años sus padres descubrieron una cicatriz que no sanaba. Fue diagnosticado con neurofibromatosis (tipo uno), una enfermedad que hace que tumores no cancerosos crezcan en el tejido nervioso. La condición afecta a 1 de cada 2300 personas.
El 50 % de los casos son hereditarios. El caso de Pearson pertenece al otro 50% restante, causado por mutaciones espontáneas.
Pearson ha sido víctima de acoso escolar durante su vida.

## Carrera

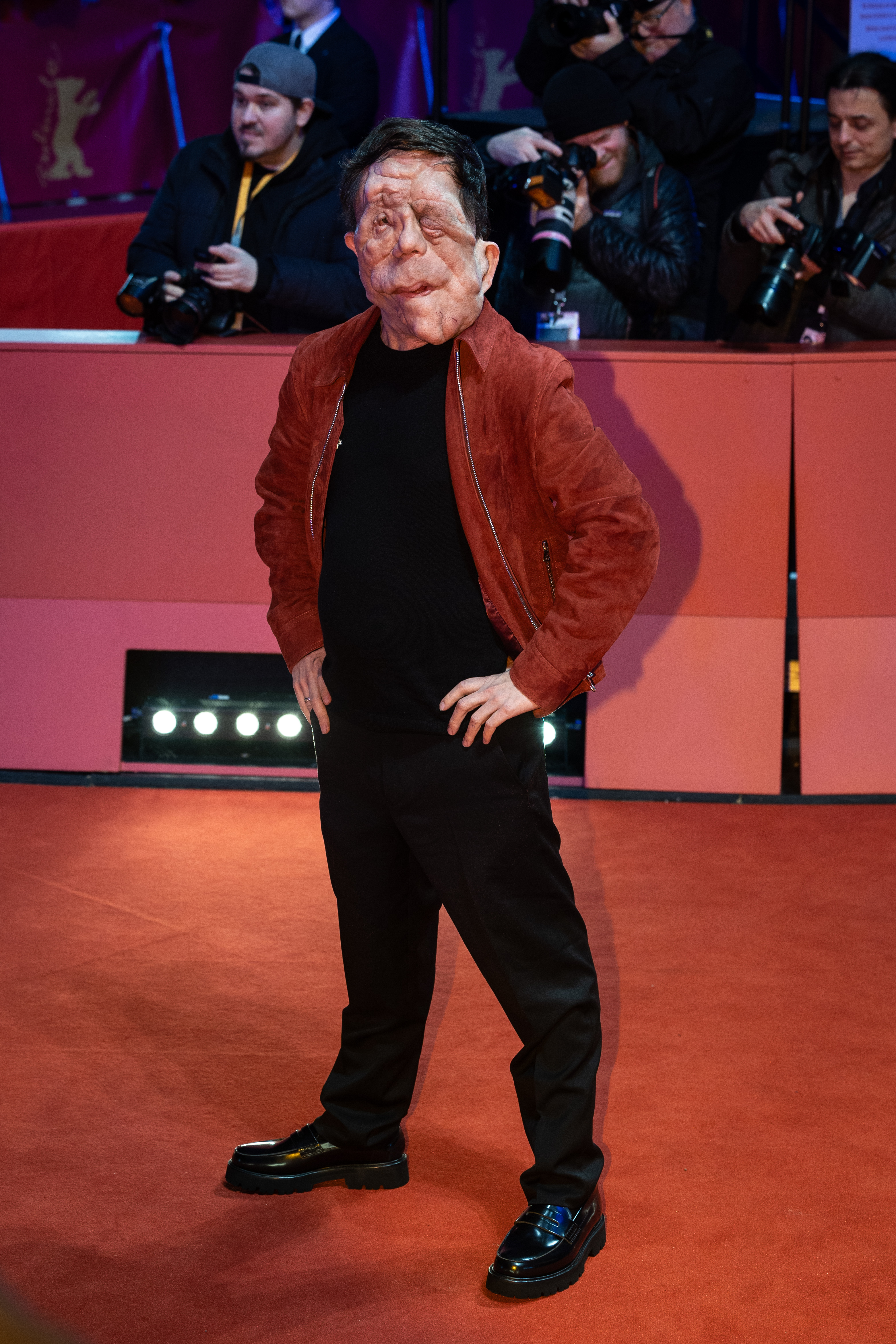
Pearson en el estreno de "A Different Man" en el Festival de Cine de Berlín (2024).

Pearson se graduó de la Universidad de Brighton con una licenciatura en administración de empresas. Trabajó  en varios puestos de trabajo en la producción de televisión para la BBC y Channel 4, incluyendo The Undateables y Beauty and the Beast.
En 2013 fue elegido para participar junto con Scarlett Johansson en la película de Jonathan Glazer Under the Skin. Ha dicho que espera que su papel desafíe el estigma de la desfiguración.

## Filmografía

### Cine
| Año       | Título                               | Papel            | Notas                                             |
| --------- | ------------------------------------ | ---------------- | ------------------------------------------------- |
| 2013      | Under the Skin                       | Hombre deforme   |                                                   |
| 2015      | Oddity                               | Andrew Galveston | Cortometraje                                      |
| 2015      | Rodentia                             | Hermes           | Cortometraje                                      |
| 2015–2018 | Tricks of the Restaurant Trade       | Él mismo         | Serie de televisión                               |
| 2016      | Horizon                              | Él mismo         | Episodio "My Amazing Twin" (26 de agosto de 2016) |
| 2017      | DRIB                                 | Él mismo         |                                                   |
| 2019      | Chained for Life                     | Rosenthal        | Protagonista                                      |
| 2019      | Eugenics: Science's Greatest Scandal | Él mismo         | Serie de televisión                               |
| 2024      | A Different Man                      | Oswald           |                                                   |